# Paper Heart
Pour plus de détails, voir Fiche technique et Distribution.
Paper Heart est un film américain réalisé par Nicholas Jasenovec en 2009. 

## Synopsis
La jeune humoriste et musicienne Charlyne Yi ne croit pas en l'amour, du moins le prétend-elle. Alors qu'elle amorce avec son réalisateur Nicolas Jasenovec une tournée des États-Unis où elle recueille témoignages sur des histoires d'amour d'Américains, elle fait la rencontre de Michael Cera, jeune acteur en pleine émergence, qui s'entiche rapidement d'elle. Charlyne semble découvrir peu à peu la vraie signification de l'amour avec lui, mais puisqu'ils doivent vivre leur relation en permanence devant l'œil des caméras, Michael commence à s'impatienter.

## Fiche technique
- Titre : Paper Heart
- Réalisation : Nicholas Jasenovec
- Scénario : Nicholas Jasenovec et Charlyne Yi
- Photo : Jay Hunter
- Montage : Ryan Brown
- Musique : Charlyne Yi et Michael Cera
- Producteur : Sandra Murillo, Elise Salomon
- Distribution : Overture Films
- Pays d’origine : États-Unis
- Langue : anglais
- Genre : Comédie dramatique et romance
- Durée : 88 minutes
- Date de sortie : 2009

## Distribution
- Charlyne Yi : elle-même
- Michael Cera : lui-même
- Jake Johnson : Nicholas Jasenovec

Caméos
- Seth Rogen
- Demetri Martin
- Martin Starr
- Paul Rust
- Paul Scheer
- David Krumholtz

## Autour du film
- Il s'agit du premier scénario écrit par l'actrice Charlyne Yi, coécrit avec le réalisateur Nicholas Jasenovec. Elle a écrit également la bande originale du film avec Michael Cera.